# De repente, la película
De repente, la película es una película venezolana del año 2012 y que es escrita y dirigida por Luis Armando Roche. Se caracteriza por haber sido realizada con la técnica de improvisación actoral. Fue ganadora del premio del Festival de Cine Venezolano 2012 por «Mejor Casting».

## Sinopsis
William Waters es un productor estadounidense que contrata a John Loveland, un cineasta venezolano, para dirigir una película en el Amazonas. Pero por eventos inesperados tienen que cambiar el set de rodaje a Caracas y recrear una jungla decorada para la filmación. Por la falta de presupuesto, se ven forzados a acentuar lo falso del decorado y exagerarlo todo, hasta que se dan cuenta de que terminan realizando una parodia de su idea original.

## Estreno
La película se exhibió por primera vez en noviembre de 2011 como parte de la selección oficial del Festival Internacional de Cine de St. Louis, en Estados Unidos, donde la crítica la consideró una «comedia del absurdo» y para nada convencional. El 2 de mayo de 2012 fue estrenada en Venezuela en la Sala Experimental del Centro Cultural de Chacao (en este evento no se cobró la entrada), y el 9 de mayo del mismo año se presentó en el auditorio de la Facultad de Humanidades y Educación de la Universidad Central de Venezuela (tampoco se cobró la entrada).

## Premios
| Premio                           | Categoría     | Resultado | Nominado                | Fuente |
| -------------------------------- | ------------- | --------- | ----------------------- | ------ |
| Festival de Cine Venezolano 2012 | Mejor Casting | Ganador   | De Repente, la Película | [ 5 ]  |